# کلین لاوترارهورن
کلین لاوترارهورن (به لاتین: Klein Lauteraarhorn) یک کوه در سوئیس است که در کانتون برن واقع شده‌است. کلین لاوترارهورن ۳٬۷۳۷ متر بالاتر از سطح دریا واقع شده‌است.